# Jusuf Mašković
Jusuf Mašković, znan i kao Silahdar Jusuf Paša (rođen kao Josip Mašković; Vrana/Pakoštane, oko 1604.–Carigrad, 21. siječnja 1646.), bio je osmanski vezir i admiral (Kapudan Paša, veliki admiral osmanske flote). Slavan je po osvajanju Hanije na zapadnom dijelu otoka Krete u samo 54 dana tijekom Kandijskog rata 1645. Sagradio je i veliki han u svojoj rodnoj Vrani 1644., najznačajniji spomenik osmanske arhitekture u Hrvatskoj.

## Životopis

### Podrijetlo i mladost
Josip Mašković rođen je kao kršćanin oko 1604. u Vrani, gradiću pod osmanskom upravom na mletačko-osmanskoj granici. Prema Frani Divniću, Jusuf je bio sluga Durak Bega, dok Girolamo Brusoni tvrdi da je Maškovićev otac bio sluga Halil Bega, te da je Josip bio timar bega Ibrahima Bećiragića u Nadinu. Prema Brusoniju, Mašković je postao blizak prijatelj te moguće daljnji rođak s begovina. Služeći Bećiragićima u Nadinu, naučio je turski jezik i pismo. Zahvaljujući svojoj bistrini, pratio je gospodara na put do Carigrada, gdje je upoznao vratara Porte, te je odlučio stupiti u osmansku službu u Carigradu. Tamo je prvo bio drvosječa u saraju, a zatim pomoćnik vrtlara pa vrtlar. Tadašnji sultan Murat IV., koji je uklonio sve moguće druge nasljednike, poštedio je jedino brata Ibrahima te ga je zatočio. Između vrtlara Maškovića i zatočenog velikodostojnika razvilo se prijateljstvo. Navodno mu je Jusuf pomagao donoseći mu svježu hranu i vodu i tjerajući mu dosadu pričom i pjesmom.
Kad je 1640. godine umro Murat, njegov brat Ibrahim postao je sultan te je postavio Maškovića za silihtar pašu, odnosno dvorskog oružara. Stekavši povjerenje sultana Ibrahima, stupio je u pomorsku službu i brzo napredovao. Zbog zadobivene moći i bogatstva, počeo je gradnju velikog hana u svojoj rodnoj Vrani. 1644. imenovan je za kapudan pašu, admirala osmanske flote. U Kandijskom ratu 1645–69. iskrcao se polovicom 1645. kraj Khaníje na otoku Kreti (Kandiji), gdje je mletačku flotu prisilio na predaju. Nakon povratka u Carigrad 1645. oženio je Fatmu Sultan,kćer sultana Ibrahima I. Dobio je i palaču Ibrahim-paše kao rezidenciju. 
Unatoč vojnim uspjesima te zadobivenom utjecaju, a zbog klevete i dvorskih spletki velikoga vezira Mehmeda, izgubio je povjerenje sultana Ibrahima, koji ga je potom dao pogubiti 21. siječnja 1646.

## Ostavština
Maškovića Han, veliki kompleks namijenjen Maškovićevoj mirovini u svom zavičaju te kao trgovačko svratište i središte, započet 1644., ostao je nedovršen zbog njegove smrti 1646. Dovršen je konačno tek 2013/4. po izvornim nacrtima. To je najzapadniji spomenik osmanske svjetovne arhitekture u Europi i jedna od rijetkih osmanskih građevina u Hrvatskoj uopće.